# Hemioniscus balani
Hemioniscus balani là một loài chân đều trong họ Hemioniscidae. Loài này được Buchholtz miêu tả khoa học năm 1866.